# La Plata (Missouri)
La Plata és una població dels Estats Units a l'estat de Missouri. Segons el cens del 2000 tenia 1.486 habitants.

## Demografia
Segons el cens del 2000, La Plata tenia 1.486 habitants, 630 habitatges, i 388 famílies. La densitat de població era de 470,3 habitants per km².
Dels 630 habitatges en un 28,6% hi vivien nens de menys de 18 anys, en un 48,6% hi vivien parelles casades, en un 10,3% dones solteres, i en un 38,3% no eren unitats familiars. En el 35,4% dels habitatges hi vivien persones soles el 24% de les quals corresponia a persones de 65 anys o més que vivien soles. El nombre mitjà de persones vivint en cada habitatge era de 2,28 i el nombre mitjà de persones que vivien en cada família era de 2,96.
Per edats la població es repartia de la següent manera: un 25,2% tenia menys de 18 anys, un 7,3% entre 18 i 24, un 23,8% entre 25 i 44, un 17,8% de 45 a 60 i un 26% 65 anys o més.
L'edat mediana era de 40 anys. Per cada 100 dones de 18 o més anys hi havia 74,4 homes.
La renda mediana per habitatge era de 29.583 $ i la renda mediana per família de 36.071 $. Els homes tenien una renda mediana de 26.438 $ mentre que les dones 17.880 $. La renda per capita de la població era de 19.675 $. Entorn del 9% de les famílies i el 14,1% de la població estaven per davall del llindar de pobresa.

## Poblacions més properes
El següent diagrama mostra les poblacions més properes.